# Christian Humpoletz
Christian Humpoletz OCist (* 12. Mai 1712 in Wolin, Böhmen; † 28. Dezember 1783) war ein österreichischer Zisterzienser und letzter Abt des Stiftes Baumgartenberg.

## Leben
Humpoletz trat in das Noviziat des Stiftes Baumgartenberg ein, wo er 1738 die Profess ablegte und 1739 die Priesterweihe empfing. Aufgrund seiner umfassenden Bildung wurde er durch die Grafenfamilie Thürheim als Erzieher der jungen Grafen ins Schloss Weinberg berufen. Danach kehrte Humpoletz in das Stift zurück und bekleidete das Amt des Kellermeistes und Kämmerers. Von 1754 bis 1760 wirkte er als Prior und Novizenmeister, schließlich als Verwalter der Weingärten des Stiftes bei Krems.
Am 9. März 1770 wählte der Konvent von Baumgartenberg Humpoletz zum Abt. Den Vorsitz der Wahl führte der Vaterabt aus dem Stift Heiligenkreuz, Alberich Fritz; die Abtsbenediktion spendete Abt Rainer Kollmann (Stift Zwettl) am 13. März 1770, der als ordensinterner Generalvikar den österreichischen Zisterzienserstiften vorstand. 1775 wurde Humpoletz Administrator des hochverschuldeten Dominikanerinnenklosters Windhaag, das er bis 1779 leitete, jedoch nicht aus der wirtschaftlichen Krise führen konnte. 1777 oblag ihm als kaiserlicher Kommissär der Vorsitz bei der Wahl des Propstes im Chorherrenstift St. Florian, aus der Leopold Trulley hervorging. Im selben Jahr war er Verordneter des Prälatenstandes der Landstände Ob der Enns.
Die letzten Jahre von Humpoletzs Amtszeit führten das Stift Baumgartenberg in eine wirtschaftliche Notlage, sodass er auf Bitten mehrerer Mönche von der wirtschaftlichen Leitung suspendiert wurde. Obgleich der Schuldenberg von über 57.000 Gulden durch die Tilgung zweier Gläubiger um 5.500 Gulden reduziert werden konnte, mussten die anderen Stifte Österreichs Rückzahlungsverpflichtungen gewährleisten. Fortan übernahmen Abt Leopold Reichl vom Stift Engelszell, Landrat Georg von Dornfeld sowie anderen Offizialen die finanzielle Führung von Baumgartenberg, das im aufkeimenden Josephinismus und seiner klosterfeindlicher Gesetzgebung sowohl mit ökonomischen als auch kirchenpolitischen Konflikten beladen wurde. 1781 untersagte ein Dekret Kaiser Josephs II. allen österreichischen Zisterzienserklöstern die für den Orden konstitutive Verbindung zum Generalabt in Cîteaux. 1783 zwangen Steuerschulden Humpoletz zum Verkauf des Sankt Bernhardshof bei Perg für 6.000 Gulden. Humpoletz starb 1783. Unmittelbar nach seinem Tod verfügte Joseph II. die Aufhebung des 1141 gegründeten Stiftes Baumgartenberg.